# Martha Hughes Cannon
Martha Maria Hughes Cannon (1 de julio de 1857 - 10 de julio de 1932) fue una médica y política estadounidense. Defensora de los derechos de las mujeres en Utah y sufragista, y senadora estatal de Utah. Cannon tiene la distinción de ser la primera mujer elegida senadora estatal en los Estados Unidos.